# Palo para autofoto

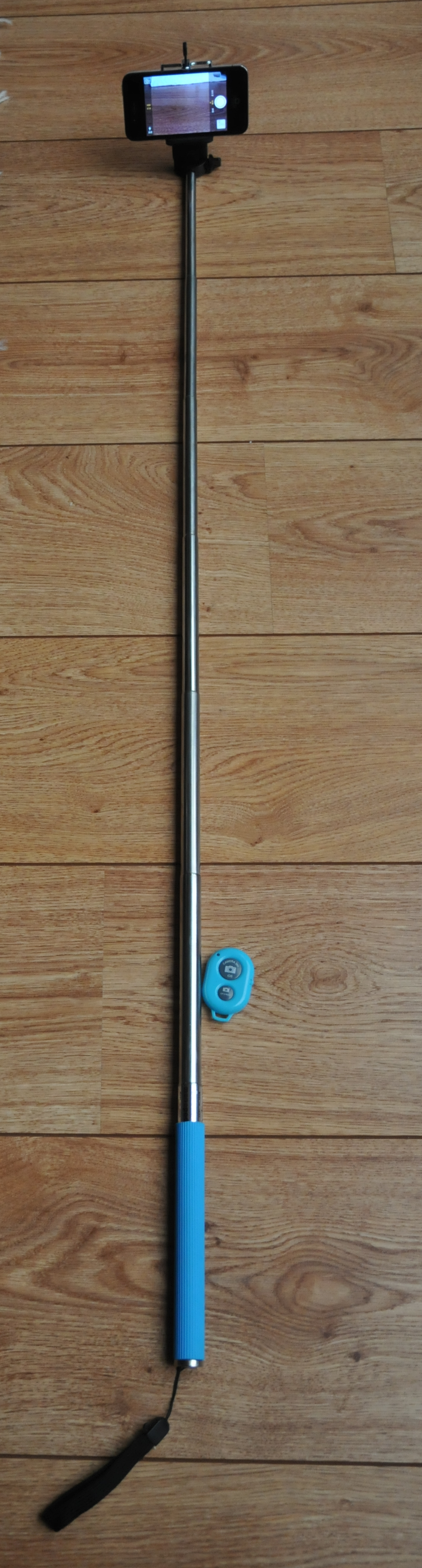
Palo para autofoto en el celular

Un palo para autofoto, también conocido como selfie stick (en inglés, /sɛlfi stɪk/) o palo para selfis, es un monopié utilizado para tomar auto fotografías colocando un smartphone (también llamado teléfono inteligente) o una cámara en el soporte y que nos permite enfocar a una distancia más allá de los límites normales del brazo.

## Historia
La innovación se ha asociado con el narcisismo creciente y evidente en la sociedad contemporánea, algunos críticos lo apodan como el palo Narcisstick (Narcipalo) o Varita de Narciso.
El 1983 la cámara Minolta Disc-7 tenía un espejo convexo en su parte frontal para permitir la composición de los autorretratos, y su embalaje mostraba la cámara montada en un palo, mientras se utiliza para tal fin. El extendedor telescópico para cámaras de mano compactas fue patentado en EE. UU. en 1983, y un palo de selfie japonés apareció en el libro 101 inventos japoneses inútiles el 1995. El inventor canadiense Wayne Fromm patentó su Quik Pod el 2005, y los palos para autofotos han estado disponibles en los Estados Unidos por lo menos desde 2011. El producto fue incluido entre los 25 mejores inventos de la revista Time de 2014.

## Estructura
Los palos de metal son típicamente extensibles, con una correa en un extremo para la muñeca y una abrazadera ajustable en el otro extremo para que mantenga el dispositivo fijo en su lugar. Algunos tienen controles remotos o Bluetooth, permitiendo al usuario decidir cuándo tomar la imagen, e incluso los modelos diseñados para las cámaras digitales tienen un espejo detrás de la pantalla de visión para que el tiro pueda ser alineado.

## Restricciones
Las restricciones en el uso de los palos para autofotos se han impuesto en una serie de lugares específicos generalmente por motivos de seguridad y posibles molestias causadas a los demás.

## Telecomunicaciones
En el 2014, la agencia de gestión de radio de Corea del Sur emitió un conjunto de directrices para la venta de los palos para autofotos que utilizan la tecnología Bluetooth para activar la cámara, ya que cualquiera de esos productos vendidos en Corea del Sur es considerado un dispositivo de telecomunicaciones y debe ser probado y registrado por y en la agencia.

## Los eventos deportivos
En el 2015 los palos para autofotos se prohibieron en todos menos en dos principales campos de fútbol de la liga Premier League, después de las quejas de los fanes cuyas opiniones decían que les impedía visualizar el partido. El Emirates Stadium, sede del Arsenal Fútbol Club, prohíbe cualquier objeto que pueda ser utilizado como un arma o pueda comprometer la seguridad pública, y se refería a los palos para autofotos como tales. Estos también han sido prohibidos en otros eventos deportivos como el Australian Open y el Tour Down Under, este último citando que «causa daño a los ciclistas, los técnicos y a ti mismo».

## Museos y galerías
Los palos para autofotos han sido prohibidos en algunos museos y galerías debido a preocupaciones sobre posibles daños a las obras de arte y mecenas, así como la interrupción y obstaculización de otros visitantes. La prohibición está en mayor parte en las principales galerías de Australia, como la Galería Nacional de Australia y la National Portrait Gallery, y en el Museo Hirshhorn y el Jardín de Esculturas en los Estados Unidos.

## Conciertos
Los palos para selfis han sido prohibidos en algunos festivales de música, ya que impiden al público del concierto disfrutar del espectáculo.